# Doar Tu și Eu. Al treilea e în plus
Doar Tu și Eu. Al treilea e în plus (engleză You, Me and Dupree) este o comedie americană în regia lui Anthony și Joe Russo. Filmul a fost lansat în România la 29 septembrie 2006. 
Acțiunea filmului se distribuie în jurul proaspăt căsătoriților Carl și Molly Peterson (Matt Dillon și Kate Hudson), care își învită cavalerul de onoare (cel mai bun prieten al lui Carl), Dupree (Owen Wilson), să se mute cu ei, după ce acesta din urmă și-a pierdut slujba și apartamentul. Dar Dupree își prelungește șederea.
Personajul Dupree este inspirat de viața reală a protagonistului Owen Wilson, cu care împarte un caracter relaxat și sociabil.
|  | Doi sunt un cuplu. Al treilea înseamnă aglomerație. (engl. Two's company. Dupree's a crowd.) |
Filmul a avut premiera la Patria în Moldova la 1 septembrie 2006.

## Distribuție
| Actor / actriță   | Rol                         |
| Owen Wilson       | Randy Dupree                |
| Matt Dillon       | Carl Peterson               |
| Kate Hudson       | Molly Thompson (Peterson)   |
| Michael Douglas   | Domnul Thompson             |
| Seth Rogen        | Neil                        |
| Amanda Detmer     | Annie                       |
| Kevin Breznahan   | Charlie                     |
| Claudia Choi      | Pam                         |
| Suzanne Ford      | Margaret                    |
| Bill Hader        | Mark                        |
| Gil Harris        | Reese                       |
| Houston McCrillis | Dougie                      |
| Blaine Pate       | Larry                       |
| May Porter        | Waitress                    |
| Todd Stashwick    | Tony                        |
| Trevor Stock      | Tommy                       |
| Faith Fay         | Membru al familiei Thompson |
| Jason Winer       | Eddie                       |